# Проспект Ленина (Томск)
Проспе́кт Ле́нина— центральная улица Томска, одна из главных транспортных магистралей города. Проходит по территории трёх городских районов: Кировского, Советского и Ленинского.
Начинается от улицы Нахимова в районе Лагерного сада и идёт в северном направлении, параллельно реке Томи до Профсоюзной улицы на Черемошниках. В нынешних границах образована 31 октября 1959 года, путём объединения трёх проспектов: Тимирязева (Тимирязевского), Ленина (Ленинского) и Коммунистического. Пересекает реку Ушайку по Базарному мосту[значимость факта в преамбуле].

## История
Проспект неоднократно переименовывался: Тимирязева (Тимирязевский) проспект (с 14 мая 1920 года), Садовая (Большая, Большая Садовая) улица (1840-е) и Университетская улица (1880-е) + Ленина (Ленинский) проспект (c 4 мая 1920), Почтамтская (Большая, Большая почтамтская) улица (1853) + Коммунистический проспект (14 мая 1920), Миллионная улица (1867), Богоявленская улица (1825): от Лагерного сада до Профсоюзной улицы.
Ранее улица делилась на три части, каждая из которых имела собственное название. Первый отрезок, от Лагерного сада до Новособорной площади, — Садовая улица. Появление Садовой датируется не позже 1842 года. В 1850-х улица носила одновременно параллельное название — Большая Садовая улица. С открытием Императорского университета (ныне — Томский государственный) часто встречается и другое неофициальное название — Университетская улица.
От Новособорной площади до Гостиного двора (ныне площадь Ленина) пролегала Почтамтская улица, или Большая Почтамтская, или Большая.
Выше Гостиного двора проходила Богоявленская улица (1825 год), названная в честь Богоявленской церкви, построенной в 1630 году. Во второй половине XIX века, когда в Мариинской тайге было найдено золото, улица получила название Миллионной (1867).

Названіе Милліонной улицы въ Томскѣ появилось около половины прошлаго столетія. Такъ былъ назван собственно тотъ конецъ ея, гдѣ жили милліонеры Гороховъ, Асташевъ, Филимоновъ, Поповъ, Сосулинъ. Впослѣдствіи всѣ эти милліонеры сошли со сцены, разорившись и потерявъ своё состояніе. Улицу эту стали называть Почтамтской, по открытой здѣсь, противъ дома Сосулина, Почтовой конторѣ. Продолженіе же этой улицы, за мостомъ черезъ Ушайку, гдѣ в то время никакихъ милліонеровъ не жило, напротивъ удержало до сихъ поръ названіе Милліонной улицы— «Городъ Томскъ». Справочникъ, изданіе Сибирскаго Т-ва Печатнаго Дѣла в Томскѣ. Томскъ, 1912
.
В итоге перед революцией 1917 года с главной улицей Томска — проспектом Ленина — была изрядная путаница. Народ путал Почтамтскую и Миллионную (она же ещё и Богоявленская по старой памяти), именовал Большой то Почтамтскую, то Садовую, то обе вместе, да к тому же у Садовой объявилось ещё одно название — Университетская, поскольку там университет и Технологический институт. Новые переименования состоялись в 1920 году, когда Садовая (Университетская), Почтамтская и Миллионная получили названия соответственно духу времени. Садовая стала проспектом Тимирязева (имени выдающегося естествоиспытателя). Почтамтскую переименовали в проспект Ленина. Наконец, Миллионная стала Коммунистическим проспектом. Девятое и последнее переименование состоялось 31 октября 1959 года. Томские власти, дабы прекратить путаницу с нумерацией домов и названиями трёх идущих друг за другом улиц, решили слить их в одну и назвали то, что получилось, проспектом Ленина. Теперь это ещё и самая длинная улица города: длина проспекта, от Лагерного сада до улицы 5-й Армии, — более 8 километров.

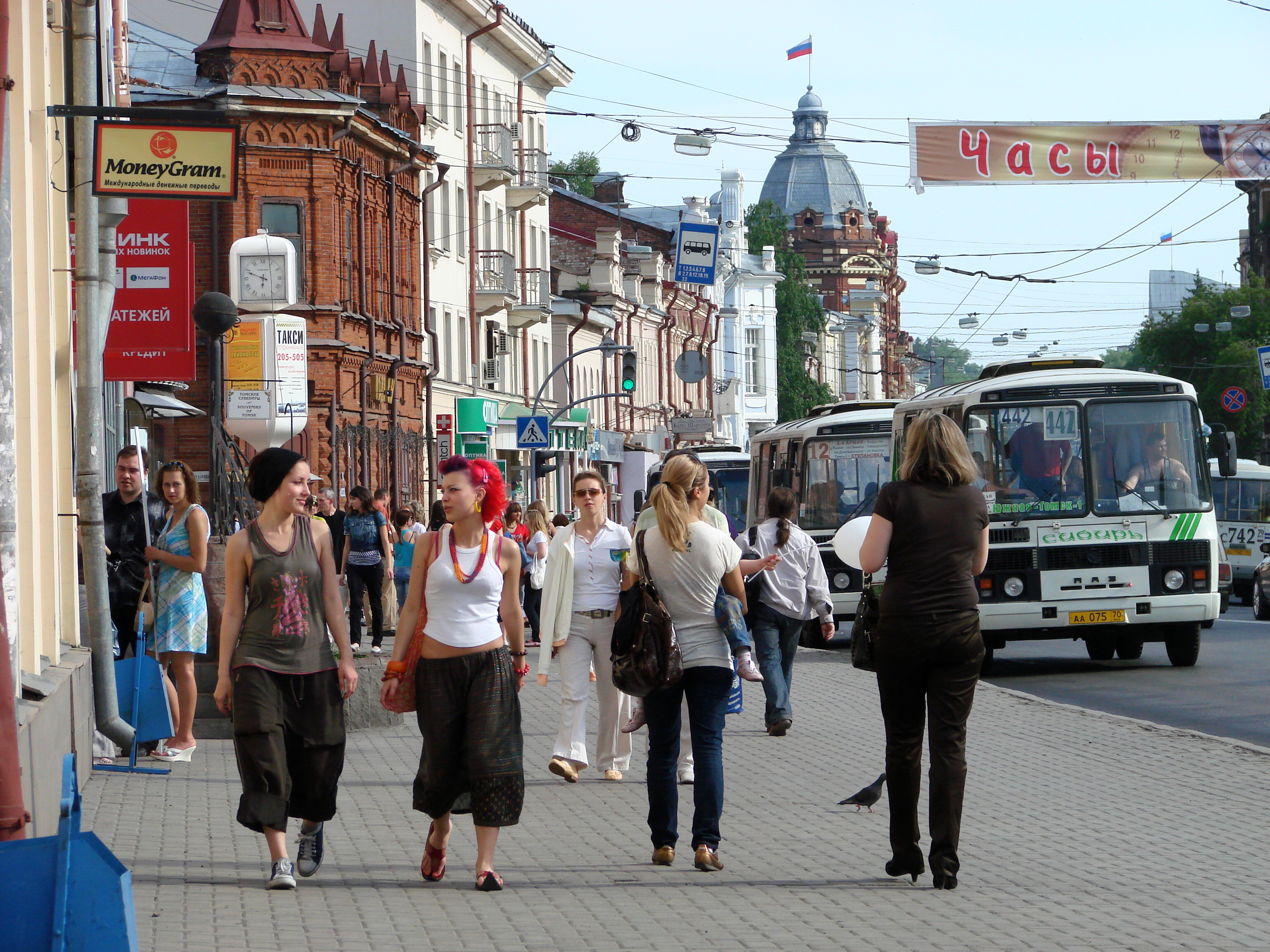
проспект Ленина у дома 91 (гостиница «Сибирь»)

В начале 2004 года губернатор Виктор Кресс заявил о необходимости возвращения прежнего названия — Университетский проспект. Город ждал события, но так и не дождался. Осенью 2004 года на ряде форумов вспыхнула острая дискуссия. Однако в эпоху перманентных выборов в Томске, области и стране власть предпочла нейтралитет. Наименование Университетский проспект стало в Томске понятием многозначным, нарицательным. Проспект сохранил своё прежнее наименование.
В июле 2010 года заместитель мэра Томска по информационной политике Алексей Севостьянов в своем интервью вновь поднял вопрос об переименовании проспекта Ленина в Университетский. Основанием послужило расположение на проспекте корпусов четырёх основных университетов города. Стоит отметить, что в выступлении речь не шла о каких-либо немедленных процедурах по изменению названия проспекта Ленина, а всего лишь высказывалось соответствующее мнение. Дискуссия по этому поводу тогда показала неоднозначную реакцию общества: половина жителей была «за» переименование, однако их оппоненты настаивали на том, что ничего менять не нужно.

## Известные здания

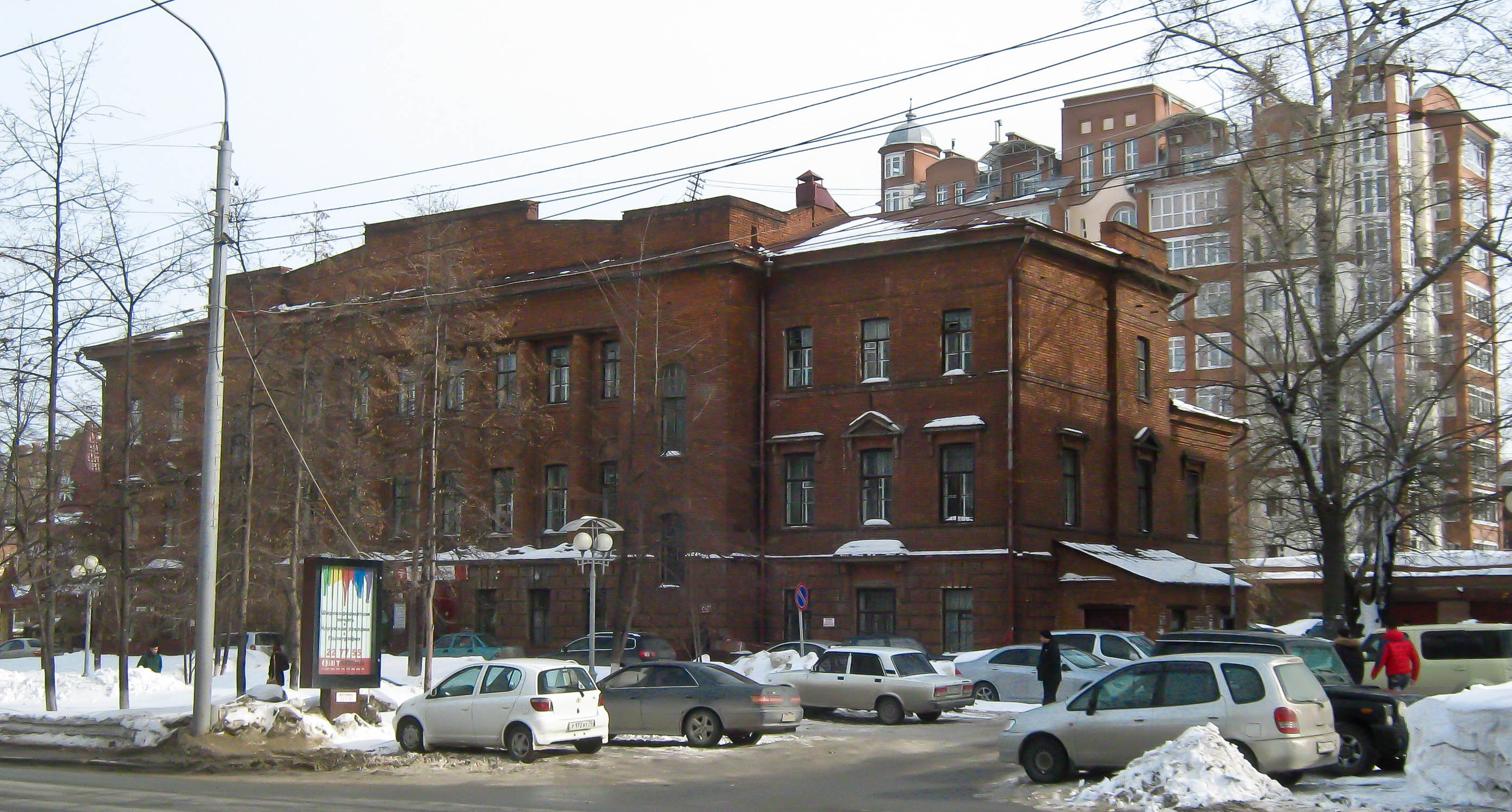
Михайловская больница

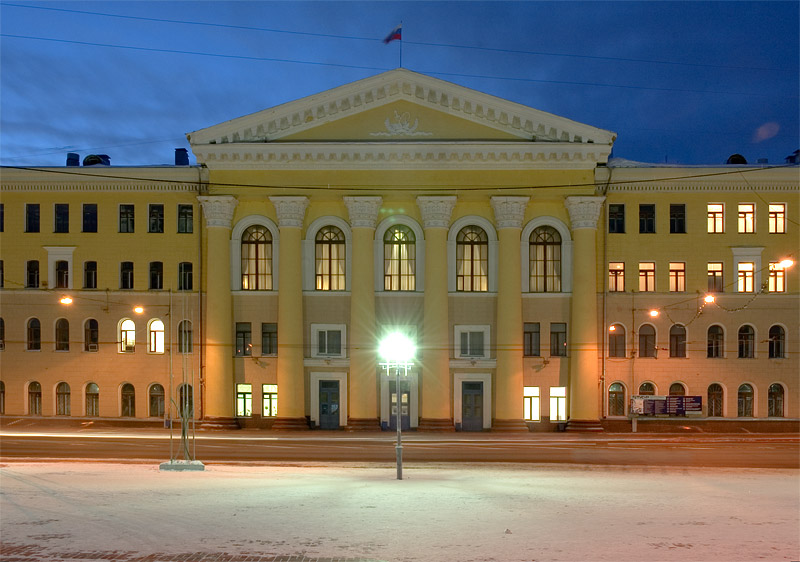
Томский государственный университет систем управления и радиоэлектроники

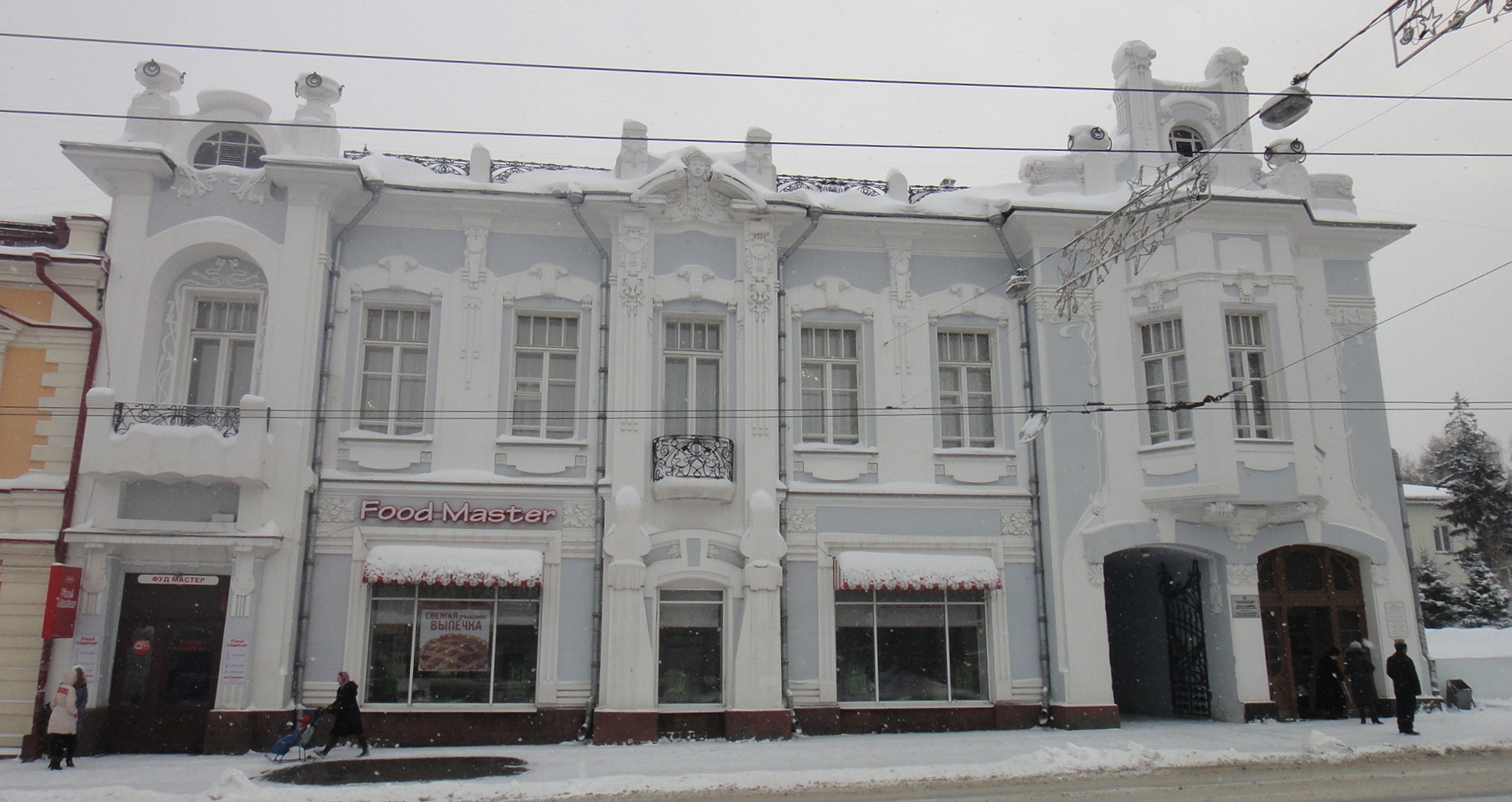
бывший особняк Г. Ф. Флеера. Дворец бракосочетаний

д. 1 — бывшая винная монополия, затем — Томский казённый винный склад, в советское время — обувная фабрика, ныне — торговый комплекс «Гостиный двор».
д. 2 — Томский политехнический университет, 10-й корпус (физико-технический факультет)
д. 4 — Госпитальные клиники им. Савиных
д. 30 — Главный корпус Томского технологического института
д. 30а — Томский политехнический университет, 4-й корпус (теплоэнергетический факультет)
д. 34а — Научная библиотека Томского государственного университета (архитекторы А. Д. Крячков, Л. П. Шишко, 1912—1913)
д. 36 — Томский государственный университет
д. 40 — Томский государственный университет систем управления и радиоэлектроники
д. 41 — Дом культуры Томского электро-механического завода

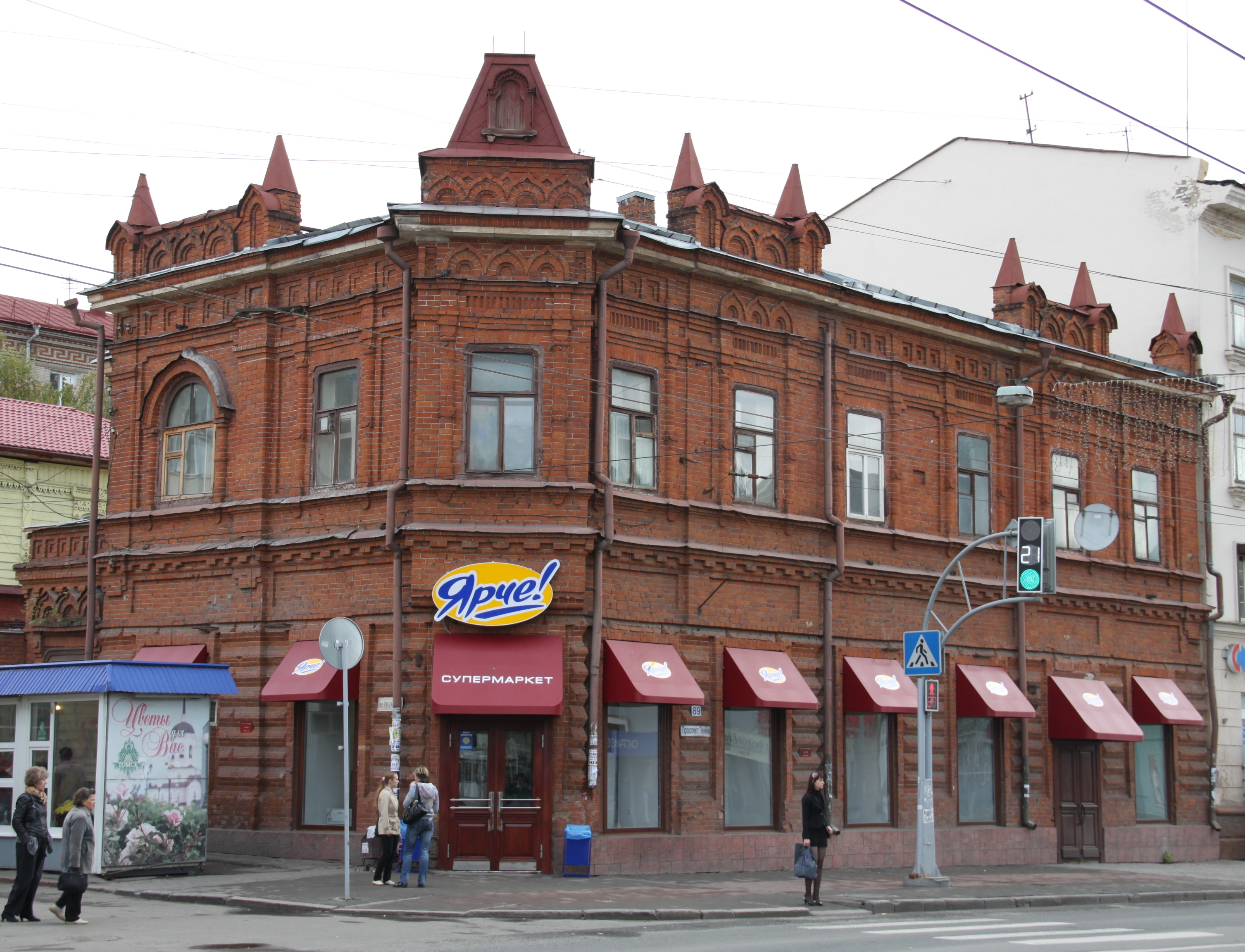
бывший доходный дом
А. Соболевой

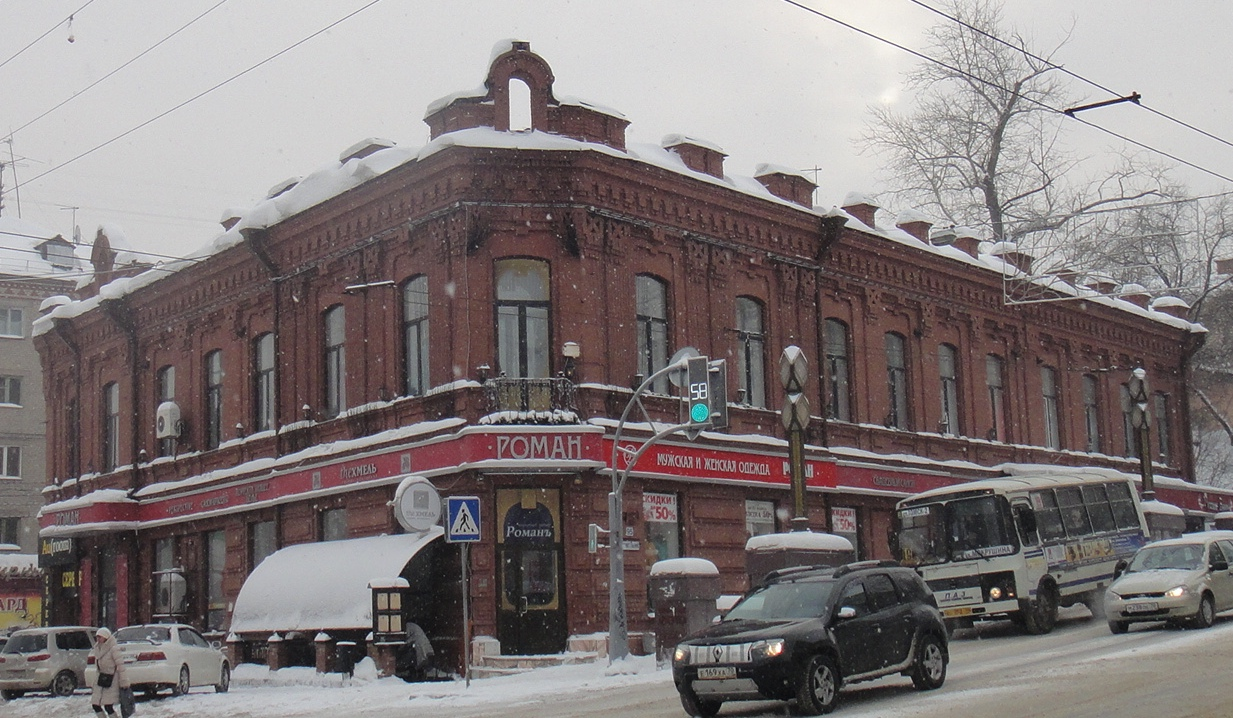
бывший доходный дом Шадрина

д. 42 — бывший дом купца Кухтерина, ныне — музыкальная и художественная школы
д. 43 — Томский политехнический университет, 2-й корпус (Химико-технологический факультет)
д. 44 — бывшая следственная тюрьма НКВД (с 1923 по 1944 год), ныне — структурное подразделение Томского областного краеведческого музея Мемориальный музей «Следственная тюрьма НКВД»
д. 50 — бывшее Общественное собрание, в советское время — томский Дом офицеров
д. 51 — бывшая детская больница имени П. и А. Михайловых, ныне — городская поликлиника № 1
д. 52 — бывшая торговая лавка С. Бейлина, ныне — магазин сувенирной продукции «ПАРАД»
д. 54 — бывший аптечный магазин торгового дома «Штоль и Шмидт», ныне — Губернская аптека (аптека № 1)
д. 56 — жилой дом И. С. Семёновой (деревянно-каменное здание 1900 г.; памятник архитектуры федерального значения)
д. 73 — бывший торговый дом Е. Н. Кухтерин и сыновья
д. 75 — бывший особняк И. Д. Асташева, ныне — Томский областной краеведческий музей
д. 78 — бывший особняк Ф. Х. Пушникова, (был завещан городскому самоуправлению и в 1898 году перешел в его ведение), ныне — Зрелищный центр «Аэлита»

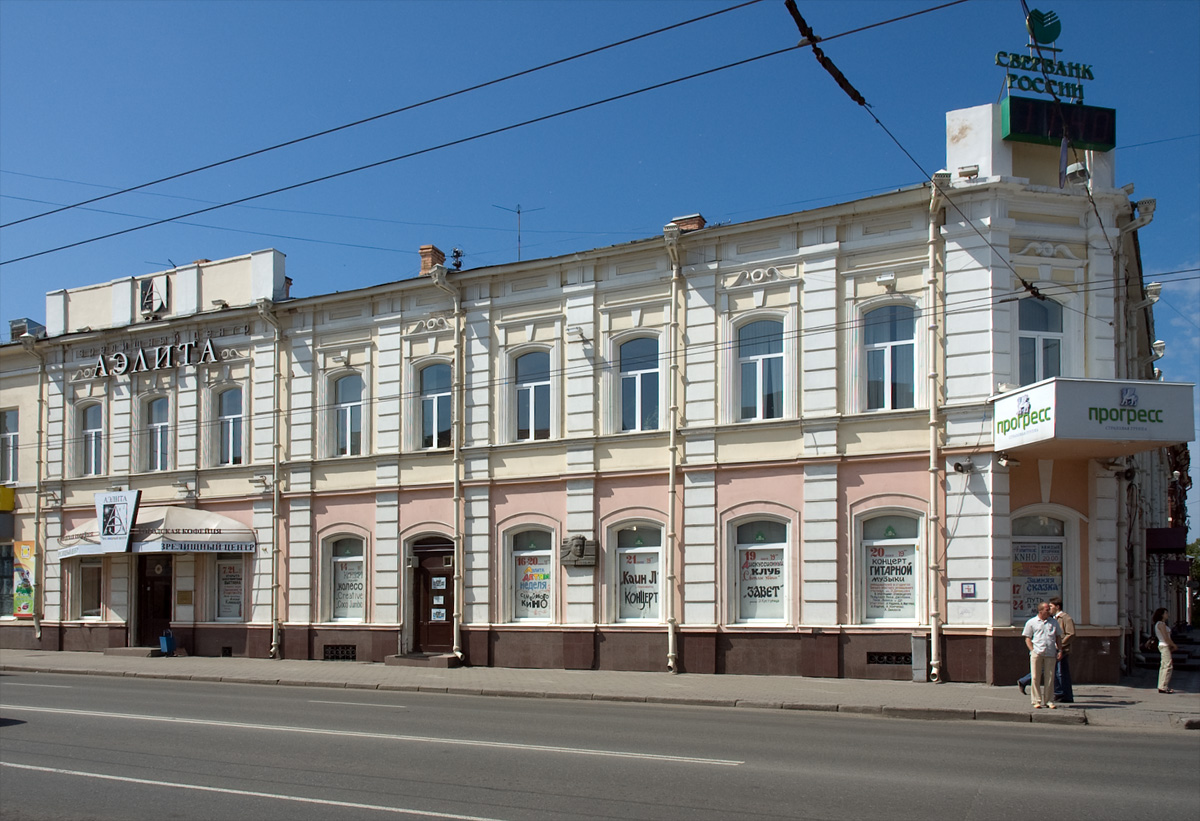
бывший особняк Ф. Х. Пушникова

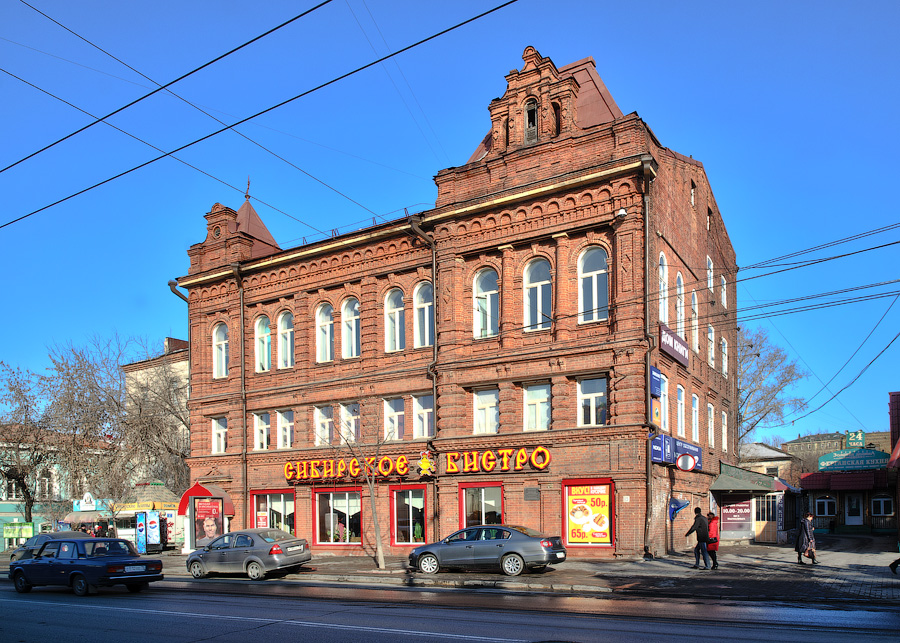
бывший дом Некрасовых

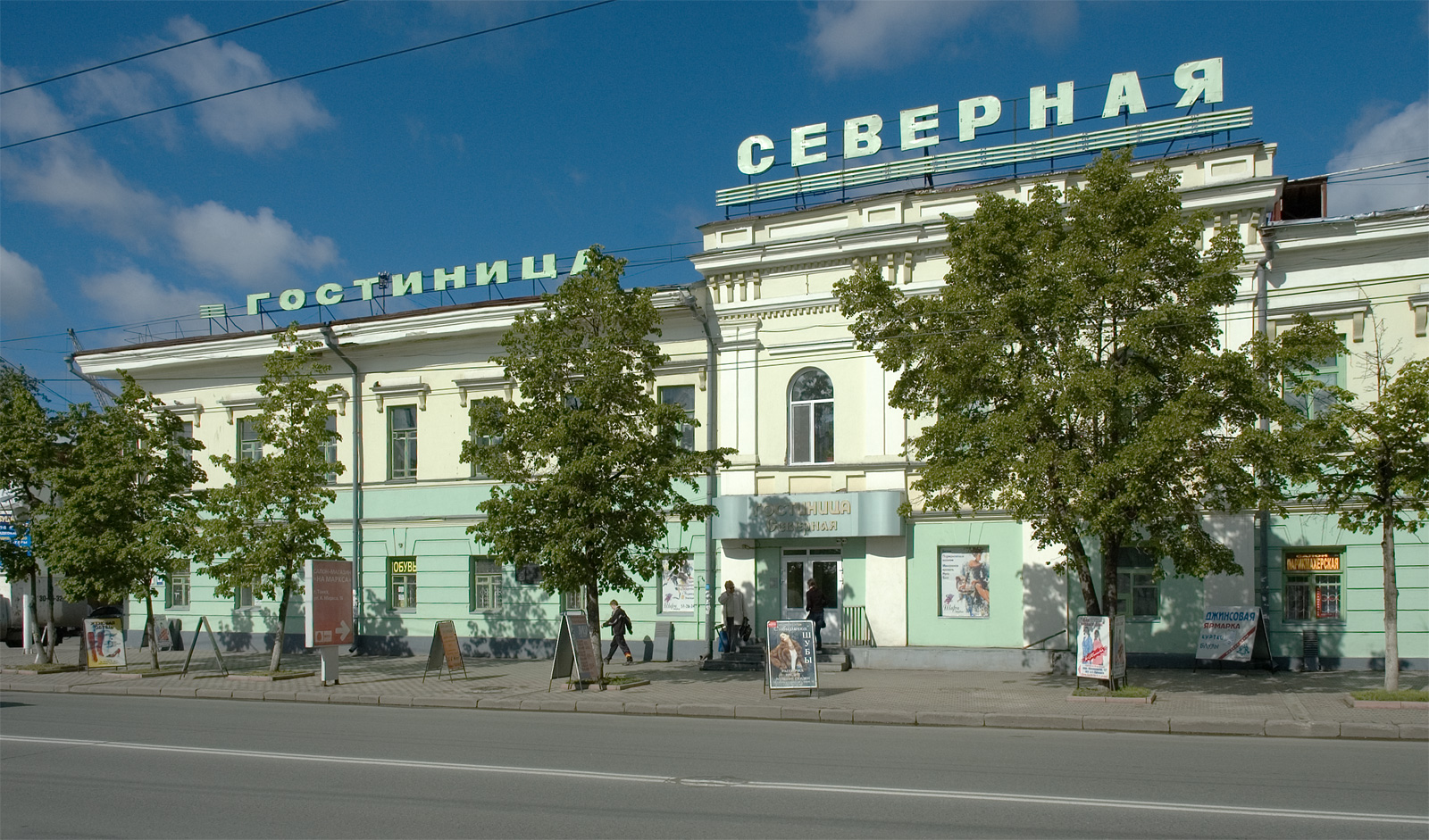
бывшее Тецковское подворье

д. 83 — бывший особняк купца Г. Ф. Флеера, ныне — Дворец бракосочетания.
д. 85а— бывший доходный дом Д. Акулова
д. 86 — бывшее Сибирское (Тецковское) подворье, ныне — гостиница «Северная».
д. 89 — бывший доходный дом А. Соболевой
д. 91 — гостиница «Сибирь»
д. 93 — Томский почтамт
д. 95 — бывший доходный дом Шадрина, ныне — магазин «Роман»
д. 105 — бывший доходный дом Г. М. Голованова (архитектор К. К. Лыгин, 1899), ныне — Нижний гастроном и Дума г. Томска.
д. 107 — бывший доходный дом Фуксмана, ныне — Научно-медицинская библиотека СибГМУ.
д. 109 — Томский музыкальный колледж имени Э. В. Денисова
д. 111 — бывший Торговый дом Второва (архитектор В. М. Сухоровский, 1903—1905), в советское время — Томский губисполком (март — июнь 1918; декабрь 1919—1920), Томский губсовпроф (1920), Дворец труда (1920—1941), Томский облисполком (1944—1982), Дом творческих работников (с апреля 1982) и магазин «Тысяча мелочей». 8 апреля 1977 года здесь установлена мемориальная доска Алексею Беленцу — первому советскому руководителю Томской губернии.
д. 121 — Центральный универмаг
д. 123 — бывший дом Некрасовых, ныне — «Сибирское бистро»
д. 143 — бывший дом Ненашевых